# Italia Europa Insieme
Italia Europa Insieme, nota semplicemente come Insieme, è stata una lista elettorale italiana di ispirazione ulivista guidata da Giulio Santagata, presentata alle elezioni politiche in Italia del 2018 all'interno della coalizione di centro-sinistra.

## Storia
La lista comprendeva il Partito Socialista Italiano, la Federazione dei Verdi e il movimento Area Civica. Alle elezioni politiche del 2018 la lista ha ottenuto lo 0,6%, non raggiungendo quindi la soglia di sbarramento fissata al 3%. Ha però eletto nella parte maggioritaria, come rappresentanti della coalizione di centro-sinistra, un deputato (Serse Soverini, espressione di Area Civica) e un senatore (Riccardo Nencini, espressione del PSI)..
Un altro esponente del PSI, Fausto Longo, è stato eletto alla Camera, nella circoscrizione estero, nelle liste del Partito Democratico. Longo e Soverini hanno aderito alla componente Civica Popolare-Alternativa Popolare-PSI-Area Civica del Gruppo misto insieme a Beatrice Lorenzin e Gabriele Toccafondi.
Il 1º e il 2 dicembre 2018 la Federazione dei Verdi organizza la XXXIV Assemblea Nazionale dei Verdi, che sancisce inoltre l'uscita dei Verdi dalla coalizione di centro-sinistra e da Insieme.

## Composizione

### Partiti membri
| Partito                     | Ideologia        | Collocazione    | Leader           |
| --------------------------- | ---------------- | --------------- | ---------------- |
| Partito Socialista Italiano | Socialdemocrazia | Centro-sinistra | Riccardo Nencini |
| Federazione dei Verdi       | Ambientalismo    | Centro-sinistra | Angelo Bonelli   |
| Area Civica                 | Progressismo     | Centro-sinistra | Giulio Santagata |

## Risultati elettorali
| Elezione       | Elezione | Voti    | %    | Seggi   |
| -------------- | -------- | ------- | ---- | ------- |
| Politiche 2018 | Camera   | 196 766 | 0,60 | 1 / 630 |
| Politiche 2018 | Senato   | 163 028 | 0,54 | 1 / 315 |